# Knešpolje (mikroregija)
Knešpolje (ponegdje i Knežpolje) je mirkoregija u sjeverozapadnoj Bosni. Obuhvaća prostor planine Kozare i Potkozarja.
Granica Knešpolja ide Unom od Bosanske Dubice do Bosanske Kostajnice odakle ide rijekom Strigovom na šume Pastirevo i Karan, pa dalje prelazi preko Kozare i izbija na selo Moštanicu, a odatle se cestom Moštanica-Bosanska Dubica spušta na Unu.
Kroz Knešpolje protiče rijeka Mlječanica, pritoka Une. Značajna pritoka Mlječanice je Knežica.